# Constantia Packaging
Constantia Packaging AG (CPAG) war eine börsennotierte Holdinggesellschaft mit Sitz in Wien, die in mittelständische Industriebetriebe und dazugehörige Dienstleistungen investierte. 
Von 2010 bis 2012 strukturierte der Mehrheitseigner, die amerikanische Investmentgesellschaft One Equity Partners, die Constantia Gruppe schrittweise um. So wurde die Constantia Packaging AG nach erfolgtem Delisting schließlich mit dem Verpackungsgeschäft zur neuen Constantia Flexibles verschmolzen.

## Geschichte

### Gründung und Entwicklung
Die Constantia Packaging AG ging aus der von Herbert Turnauer Ende der 60er Jahre gegründeten Industriegruppe hervor.
Seit Mai 2004 hielt die Constantia Packaging AG eine Beteiligung von 25 % + 1 Aktie an der AMAG (Austria Metall Aktiengesellschaft), einem der größten Hersteller von Aluminium in Europa. Im März 2007 schloss die Constantia Packaging AG eine Grundsatzvereinbarung zum Erwerb der Mehrheit an der AMAG. Das Signing des endgültigen Anteilskaufvertrages und das Closing der Transaktion waren für die zweite Jahreshälfte 2007 geplant.
2006 überschritt das Unternehmen zum ersten Mal die Schwelle von einer Milliarde Euro Umsatz.
Im Oktober 2009 wurde das Unternehmen zu 65,79 Prozent von der amerikanischen One Equity Partners übernommen. Im Geschäftsjahr 2009 erzielte das Unternehmen rund ein Drittel in Österreich, bezogen auf 1.704 Millionen Euro, und dem Betriebsergebnis von 161 Millionen Euro.

### Delisting und Verschmelzung
Im Juni 2010 wurde die Constantia Packaging AG vom Mehrheitseigner, der amerikanischen Investmentgesellschaft One Equity Partners (OEP), durch eine Tochtergesellschaft übernommen.
Die Sulipo Beteiligungs GmbH (Erwerbsvehikel von OEP) übernahm 91,49 % der Anteile am Grundkapital der Constantia Packaging AG und das Firmenbuchgericht bewilligte am 7. Oktober 2010 den Gesellschafterausschluss (Squeeze-Out) der verbliebenen Minderheitsaktionäre. Nach dem Delisting im Oktober 2010, wurde die CPAG dann mit Wirkung zum 30. Juni 2010 mit der Sulipo Beteiligungs GmbH als aufnehmende Gesellschaft verschmolzen. Die Sulipo wurde gleichzeitig in Constantia Packaging GmbH umbenannt. Der Firmensitz des Unternehmens wurde nach Wien verlegt.
Im Laufe des Jahres 2011 schüttete die damalige Constantia Packaging GmbH ihre Beteiligungen an der AMAG-Gruppe (24. Februar) und an der Duropack Gruppe (20. April) an die CP Group 1 B.V. als Sachdividende aus. Nach dem Wegfallen der Segmente für Herstellung und Verarbeitung von Aluminium (AMAG) und Herstellung von Produkten aus Wellpappe (Duropack) verblieb somit noch das Segment für Herstellung von flexiblen Verpackungen in der Constantia Packaging GmbH. Dieser Entwicklung wurde dann im April 2012 durch die Änderung des Firmennamens auf Constantia Flexibles Group GmbH Rechnung getragen.

## Vormalige Konzernstruktur (bis 2010)
Das Unternehmen notierte bis zu seinem Delisting im Oktober 2010 im Prime Market der Wiener Börse und war in drei Segmenten aktiv und entsprechend unterteilt: Aluminium (Austria Metall AG), Wellpappe (Constantia Duropack) und Flexible Verpackung (Constantia Flexibles).
Die Constantia Packaging beschäftigte zu dem Zeitpunkt  rund 9.700 Mitarbeiter an 54 Standorten in 19 Ländern in Europa, Asien und Amerika. Sie produzierten unter anderem Primäraluminium, Aluminiumhalbzeug, Kunststoffverpackungen, Papier und Wellpappe für die Lebensmittel-, Getränke-, Pharma-, Automobil-, Luftfahrt- und andere Industrien.
Das Prinzip der dezentralen Organisationsstruktur war seit Bestehen der Constantia Packaging ein wesentlicher Grundsatz des Unternehmens. Operative Funktionen waren dezentralisiert und der Bereich Finanzen wurde zentral geführt. Damit nahm die CPAG Controllingfunktionen, Personalentwicklung, Portfoliomanagement, Finanzierung, Recht und Revision und Kommunikationsaufgaben wahr.
Das Unternehmen gliederte sich zuletzt sich in folgende Segmente, die wiederum Anteile an weiteren Unternehmen hatten:
- Aluminium: AMAG (90 % CPAG; 10 % AMAG Mitarbeiterstiftung) – Primäraluminium,  Gießprodukte, Walzprodukte
- Wellpappe: Constantia Duropack AG (100 %-Tochter) – Papier und Wellpappe
- Flexible Verpackung: Constantia Flexibles (100 %-Tochter) – mit den drei Divisionen
  - Dairy & Food: Leitbetrieb: Constantia Teich  GmbH
  - Pharma & Film: Leitbetrieb: Constantia Hueck Folien
  - Labels: Leitbetrieb: Haendler & Natermann GmbH

Europa war zuletzt mit einem Umsatzanteil von rund 80 % der Hauptabsatzmarkt. Rund 75 % des Umsatzes entfielen auf das Segment Flexible Verpackung und 25 % auf das Segment Wellpappe.
Das Unternehmen befand sich seit dem 12. Oktober 2009 zu 65,79 Prozent im Besitz der amerikanischen Investmentgesellschaft One Equity Partners (OEP), die Constantia Packaging B.V. (CP-BV) mit Sitz in Vaassen in den Niederlanden, hielt weitere 25 Prozent. Die übrigen Anteile befanden sich im Streubesitz. Eigentümer der Constantia Packaging B.V. war die Industriestiftung Herbert Turnauers mit Sitz in Liechtenstein.
Constantia Duropack hielt seit Juni 2010 62 % an der kroatischen Belišće d.d. Im Februar 2015 wurde Duropack um rund 300 Millionen Euro an den britischen Verpackungskonzern DS Smith verkauft. DS Smith übernahm sowohl die 75 Prozent von OEP als auch die 25 Prozent aus dem Eigentum der Familie Turnauer/Castelbajac.